# Sainte-Mélanie
Sainte-Mélanie es un municipio canadiense situado en la provincia de Quebec.

## Superficie
Sainte-Mélanie tiene una superficie de 76,1 km².

## Demografía
En 2021, tenía 3250 habitantes, una densidad poblacional de 42,7 hab./km², y 1518 viviendas.